# Dujardin (Unternehmen)

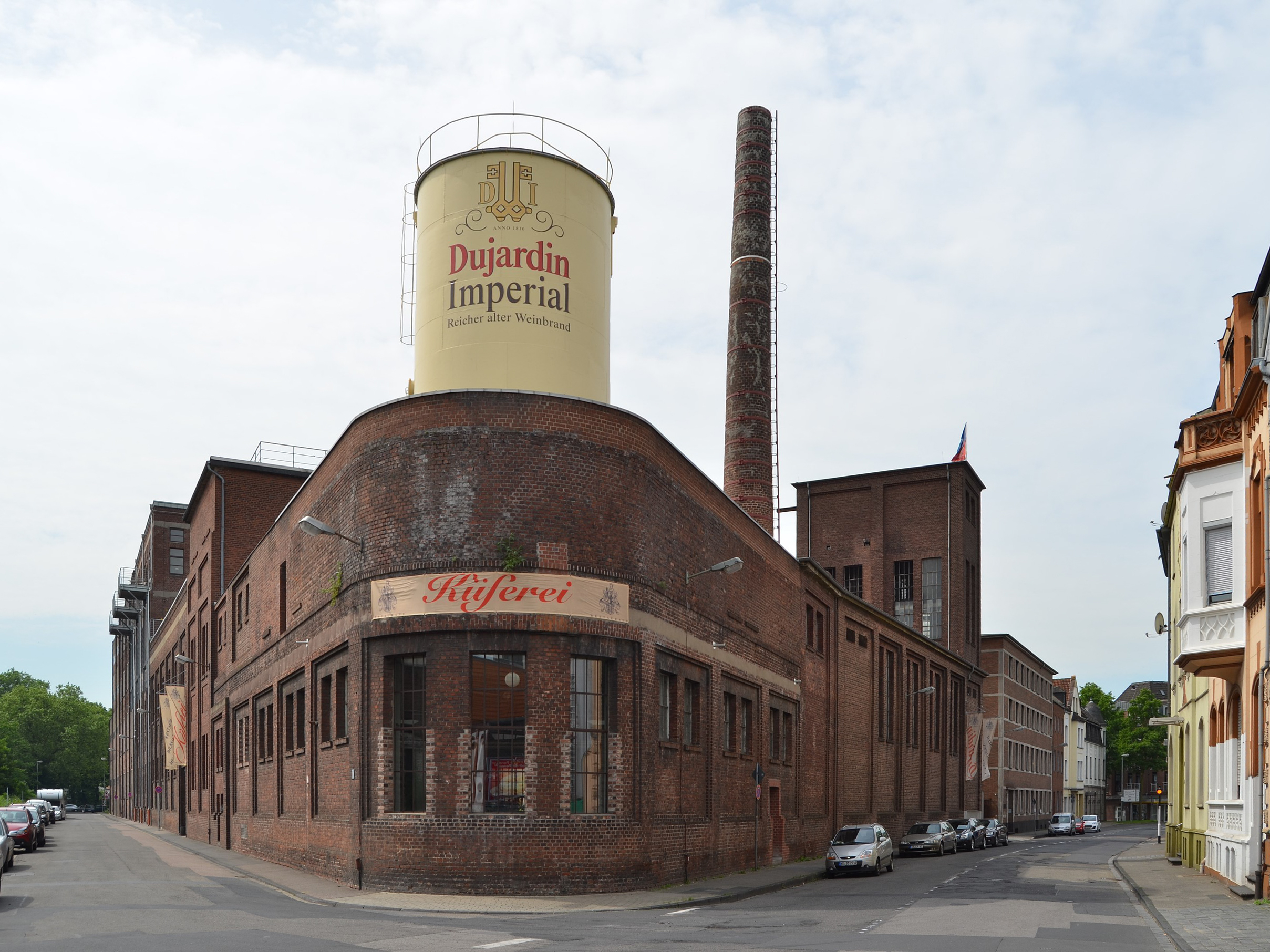
Weinbrennerei Dujardin in Uerdingen

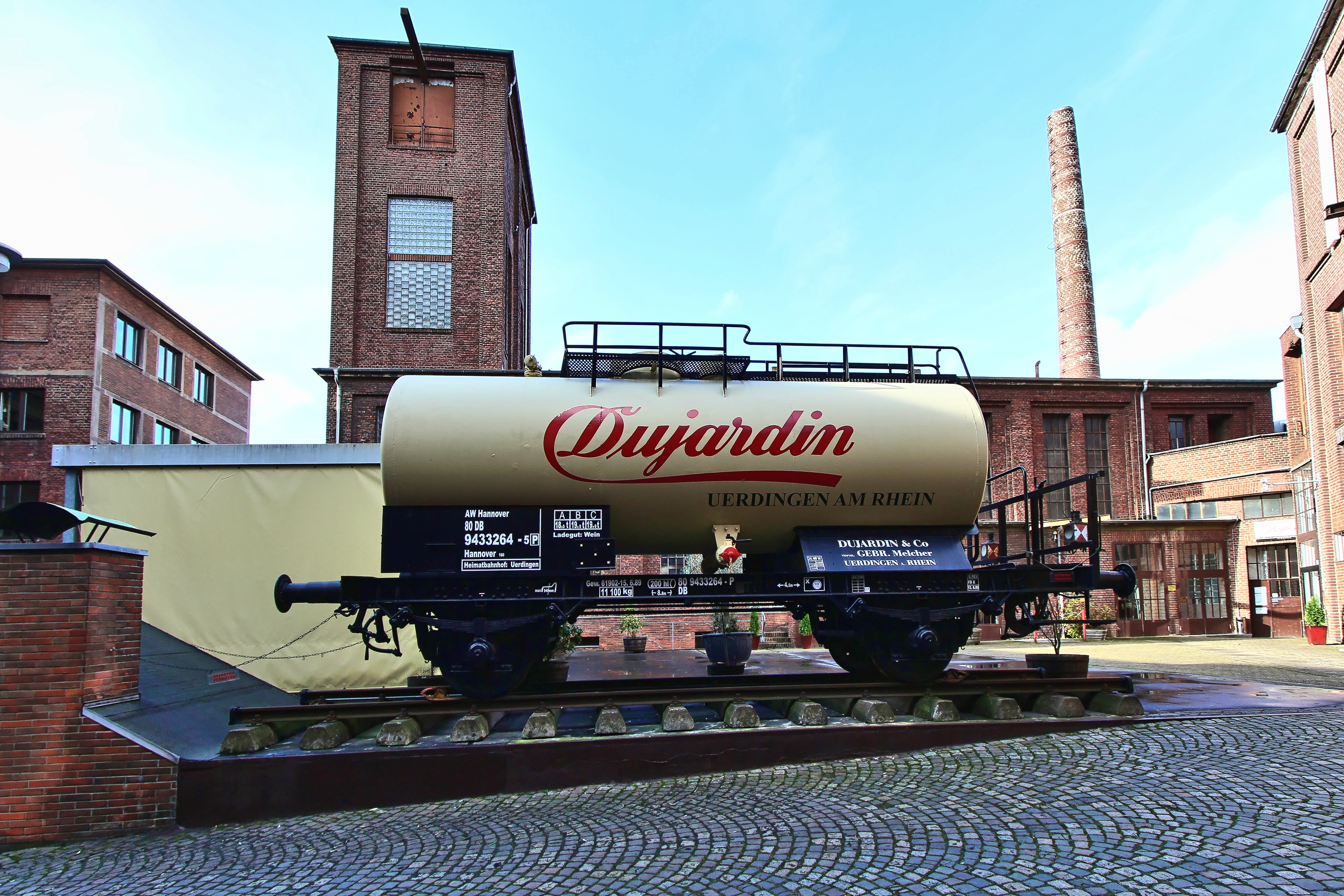
Kesselwagen Firma Dujardin

Die Dujardin GmbH und Co. KG, vorm. Gebr. Melcher ist ein Hersteller von Weinbrand und anderen Spirituosen. Inhaber der Weinbrennerei im Krefelder Stadtteil Uerdingen ist die Familie Melcher. Herstellung und Vertrieb der Produkte wird von der Firma Schwarze & Schlichte Markenvertrieb GmbH & Co. KG in Oelde (Westfalen) übernommen.

## Geschichte
Im Jahr 1743 wurde Wilhelm Heinrich Melcher, ein „patentyrter Branntweinbrenner“, das Bürgerrecht der Stadt Uerdingen am Rhein verliehen. Melcher besaß seit 1780 eine Konzession zum Brennen und produzierte Korn und Wacholderschnaps im ehemaligen „Täubchenhaus“. 1810 begann sein Sohn Henry Melcher auch Cognac herzustellen, was er sich im von den Franzosen unter napoleonischer Besatzung neu geschaffenen Code de commerce, dem Vorläufer des heutigen Handelsregisters, eintragen ließ. Den dafür benötigten Wein bezogen die Melchers von der Winzerfamilie Dujardin vom Château des Mérigots in der Charente in Frankreich, mit der sie alsbald eine Kooperation eingingen und die Firma Dujardin & Compagnie vorm. Gebr. Melcher gründeten. 1889 wurden schon 700 hl gebrannt. Dujardin wurde zum Markennamen, dem die Familie Melcher auch nach dem Tode Antoine Dujardins treu blieben. Nach dem Ersten Weltkrieg durfte laut dem Vertrag von Versailles die Bezeichnung Cognac nicht mehr von Herstellern in Deutschland verwendet werden. Aus „Cognac“ wurde dadurch „Deutscher Weinbrand“. In den folgenden Jahren wuchs das Unternehmen zum größten Hersteller von Weinbrand in Deutschland heran.
Bis 1930 wurde eine modernisierte Produktionsstätte am nahen Uerdinger Rheinufer errichtet. Das Unternehmen verfügte hier über Zugang zum Verkehrsweg Wasser und einen Gleisanschluss. Bei dem verheerenden Luftangriff der alliierten Luftstreitkräfte am 22. August 1943 wurde die Produktionsstätte vollständig zerstört. Vor dem Angriff konnten einige Destillate in Sicherheit gebracht werden, mit denen die Produktion bis zum vollständigen Wiederaufbau der Destillerie 1947 behelfsmäßig fortgeführt werden konnte. Nach dem Zweiten Weltkrieg war die Uerdinger Weinbrennerei, weiterhin im Besitz der Familie Melcher, bald wieder die zweitgrößte in Deutschland. Der Werbeslogan „Darauf einen Dujardin …“ entstand 1952, entworfen durch die Frankfurter Werbeagentur Achim Aschke, und machte die Marke über das benachbarte Ruhrgebiet hinaus bekannt.
Ab 1954 verfügte Dujardin mit der M.S. Imperial über ein eigenes KüMo-Seeschiff, das regelmäßig den Rhein bis Krefeld-Uerdingen hochfuhr. Der Schiffsweg verband die Brennerei via Rotterdam mit den Weinhäfen Frankreichs. Das Lager wurde auf das Dreifache seiner Kapazität ausgebaut und die Anlagen für die Verladung modernisiert. Dujardin beschäftigte zu dieser Zeit über 450 Mitarbeiter. Die M.S. Imperial brachte im Zweiwochenrhythmus rund 400.000 Liter Brennwein aus Frankreich direkt nach Uerdingen.
Im Jahr 1983 trat Hanno W. Melcher (1936–2016) in siebter Generation dem Familienunternehmen bei. Im selben Jahr fusionierte Dujardin (unter Geschäftsführung von Wolfgang Egeler) mit der Firma Pott & Racke. Die Verwaltung wurde 1983 nach Bingen am Rhein verlegt, die Abfüllung folgte 1993. Gebrannt wurde weiterhin in Uerdingen. 2006 lizenzierte Racke die Vertriebsrechte an der Marke „Dujardin Imperial“, „Uerdinger“ und „Melchers Rat“ an den westfälischen Spirituosenhersteller Schwarze & Schlichte. Dieser wertete die Marke „Dujardin Imperial“ optisch mit einem neuen Design für den Premiumsektor auf. 2006 produzierten in Uerdingen immer noch durchschnittlich elf Mitarbeiter 3.600.000 Liter Weinbrand in 300-Liter-Limousin-Eichenfässern. Die Firma Racke zog sich 2006 vollständig aus dem Spirituosengeschäft zurück. Seitdem ruht der Betrieb weitestgehend. Noch immer hält die Familie Melcher die Rechte an den Marken „Dujardin Imperial“, „Melchers Rat“ und „Uerdinger“, jedoch wird lediglich der Doppelwacholder „Uerdinger“ noch immer in der Produktionsstätte in Krefeld-Uerdingen destilliert.
Die Familie um Mathias Melcher hält die historischen Gebäude und die Weinbrennerei im Familienbesitz. Der ehemalige Verwaltungstrakt wird an Künstler für Werkstätten, Ateliers und Ausstellungen vermietet. Die historische Betriebsstätte der ehemals zweitgrößten Weinbrennerei Deutschlands kann an Samstagen und Sonntagen besichtigt werden. Seit Sommer 2009 befindet sich ein Biergarten im Innenhof der ehemaligen Produktionsstätte. Im Jahr 2010 folgten im Kernbestand ein Restaurant, Ladenlokale, Büros und Loftwohnungen, die sich in den Denkmalbestand der Brennerei einfügen. Seit 2020 werden die ehemaligen Fasslager umgenutzt zu Wohnungen.

## Aktuelle Produkte
- „Dujardin Fine“ ist ein Cognac mit dem Prädikat V.S.O.P. unter dem Markenzeichen Dujardin.
- „Dujardin Imperial“ ist ein Weinbrand mit dem Prädikat VSOP für das er mindestens vier Jahre in Eichenfässern lagern muss.
- „Uerdinger“ ist ein Doppelwacholder (Gin).
- „Melcher’s Rat“ ist ein Weinbrand nach Originalrezept des Stammvaters und ersten Brennmeisters Wilhelm Heinrich Melcher.

## Frühere Produkte
- „Dujardin Fine“ war ein Weinbrand mit dem Prädikat X.O. (Extra Old) und war mindestens acht Jahre gereift.
- „St. John Jamaika Rum-Verschnitt“ war ein Rum-Verschnitt.
- „Curaçita“, „Dujardin Triple Sec“ war ein Triple Sec Curaçao-Likör.
- „Melcher’s Klar Hell“ war ein milder Weizenkorn.
- „Orlow“ war ein Wodka nach einem mehr als 150 Jahre alten Rezept der Koscheleffs aus Moskau.

## Denkmalschutz
Am 14. Dezember 2009 stimmte die Uerdinger Bezirksvertretung einer von der Stadtverwaltung Krefeld vorgeschlagenen teilweisen Unterschutzstellung der Brennerei einstimmig zu. Ab diesem Zeitpunkt standen wesentliche Teile der historischen Gebäude unter provisorischem Denkmalschutz. Am 15. April 2010 wurde die Weinbrennerei endgültig in die Denkmalliste der Stadt Krefeld als Baudenkmal aufgenommen.
Geführte Rundgänge durch die historische Brennerei können nach Voranmeldung gebucht werden.

## Verschiedenes
Der Firmenstandort diente als Kulisse für Szenen in den Filmen Das Wunder von Bern, Die Entdeckung der Currywurst und Maria, ihm schmeckt’s nicht!.